# Stanley Johnson
Stanley Johnson (n. 18 august 1940, Penzance, Anglia, Regatul Unit) este scriitor și om politic britanic, membru al Parlamentului European în perioada 1979-1984 din partea Regatului Unit. Este tatăl politicianului Boris Johnson.